# Hydaticus vaziranii
Hydaticus vaziranii är en skalbaggsart som beskrevs av Wewalka 1979. Hydaticus vaziranii ingår i släktet Hydaticus och familjen dykare. Inga underarter finns listade i Catalogue of Life.